# Diodella serrulata
Diodella serrulata là một loài thực vật có hoa trong họ Thiến thảo. Loài này được (P.Beauv.) Borhidi mô tả khoa học đầu tiên năm 2006.